# Idioma surigaense

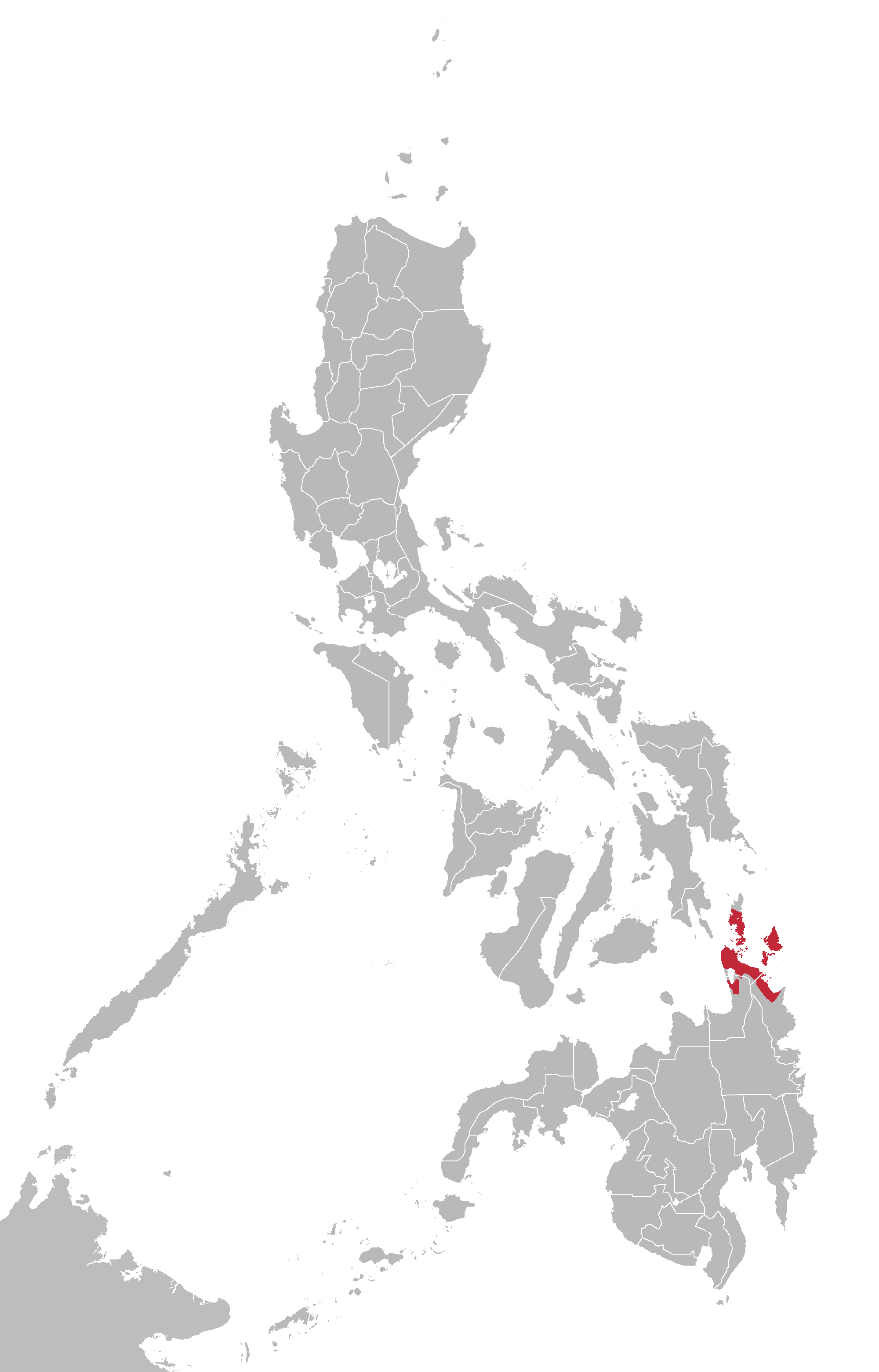
Territorio donde se habla.

El Idioma surigaense, también conocido como Idioma surigaonón, es una lengua bisaya  hablada por en Filipinas, concretamente en las provincias de Surigao del Norte, Islas Dinagat, Surigao del Sur y algunas partes de Agusan del Norte, en especial los pueblos cercanos al lago Mainit, Agusan del Sur y Dávao Oriental.
Su similitud con el idioma cebuano obedece la fuerte inmigración cebuana que ha aportado abundante léxico. Pese a todo las personas que hablan cebuano difícilmente pueden entender a sus vecinos surigaenses, salvo que hayan vivido en la región desde hace años.
También está muy relacionado con el Idioma joloano (Bahasa Sūg), desprovista de sus y palabras de influencia árabe, y también con el  dialecto Butuanón de Butuan, en peligro de extinción.

## Subfamilia
Para una relación completa de las lenguas del grupo agrupadas por subfamilias, véase el Anexo:Lenguas bisayas, apartado «Subgrupo y otros datos»
La subfamilia de las  lenguas bisayas meridionales incluyen el joloano, el surigaonón y el butuano, hablados en zonas al norte y al suroeste de Mindanao, isla de Palawan y, fuera de Filipinas, en Kalimantan Oriental (Indonesia) y Sabah (Malasia);

## Comparativa entre los idiomas: Surigaense, dialecto cebuano hablado en Mindanao y dialecto Tausug del Joloano
| Español                                       | Tausug                       | Surigaense                                                           | Cebuano                           |
| --------------------------------------------- | ---------------------------- | -------------------------------------------------------------------- | --------------------------------- |
| ¿Cuál es su nombre?                           | Unu in ngān mu?              | Unu an ngayan mu?/Unu may imo pangayan?                              | Unsa ang pangalan nimo?           |
| Mi nombre es Mohamed                          | In ngān ku Muhammad          | An ngayan ku ay Muhammad/An ako ngayan kay Muhammad                  | Ang pangalann nako kay Muhammad   |
| ¿Cómo estás?                                  | Maunu-unu nakaw?             | Kumusta naman kaw?                                                   | Kumusta ka?                       |
| Yo estoy bien, (también)                      | Marayaw da isab              | Madayaw da isab aku (Tandaganon) or Marajaw da isab aku (Surigaonon) | Maayo ra ko/Maayo                 |
| ¿Dónde se encuentra Ahmad?                    | Hawnu hi Ahmad?              | Hain si Ahmad?/Haman si Ahmad?                                       | Asa si Ahmad?                     |
| Se encuentra en su casa                       | Ha bāy siya                  | Sa bay siya/sija                                                     | Sa balay sya                      |
| Gracias                                       | Magsukul                     | Salamat                                                              | Salamat                           |
| Me estoy alojando en o Yo vivo en             | Naghuhula’ aku ha            | Yaghuya aku sa                                                       | Nagpuyo ako sa                    |
| Yo estoy aquí en la casa.                     | Yari aku ha bay.             | Yadi aku sa bay.                                                     | Ni-a ko sa balay.                 |
| Estoy hambriento.                             | Hiyapdi' aku.                | In-gutom aku.                                                        | Gi-gutom ko.                      |
| Es allí, en la escuela.                       | Yadtu siya ha iskul.         | Yadtu siya/sija sa iskul.                                            | Tu-a sya sa iskwelahan            |
| Persona                                       | Tau                          | Tau                                                                  | Tawo                              |
| (Mar / río) actual                            | Sug                          | Sug                                                                  | Sulog                             |
| Día                                           | Adlaw                        | Adlaw                                                                | Adlaw                             |
| Noche                                         | Duwm                         | Duwm                                                                 | Gabi-i                            |
| Hoy                                           | Biháun                       | Kuman Adlawa                                                         | Karon Adlawa                      |
| Ayer                                          | Káhapun                      | Káhapun                                                              | Gahapon                           |
| Anteayer                                      | Ta’kisa                      | Min-agi na adlaw                                                     | Ni-agi na adlaw                   |
| Mañana                                        | Kunsuwm                      | Siluwm                                                               | Ugma                              |
| Pasado mañana                                 | Ku’nisa                      | Sunod na adlaw                                                       | Sunod nga adlaw                   |
| Esta noche                                    | Duwm ini                     | ini na duwm                                                          | Karon nga gabi-i/Ining gabi-i     |
| Anoche                                        | Kábi-i                       | Kábi-i                                                               | Kagabi-i                          |
| Mañana                                        | Mahinaat/Maynaat             | Buntag                                                               | Buntag                            |
| Tarde                                         | Mahapun                      | Hapun                                                                | Hapun                             |
| Mediodía                                      | Mataas Suga                  | Udto                                                                 | Udto                              |
| Medianoche                                    | Tungaan Duwm                 | Tunga nan Duwn                                                       | Tunga sa gabi-i                   |
| ¿Qué día es hoy?                              | Adlaw unu biháun?            | Unu na adlaw kuman?                                                  | Unsa nga adlaw karon?             |
| ¿Qué día te irás?                             | Adlaw unu kaw tumulak?       | Unu na adlaw kaw mo-larga?                                           | Unsa nga adlaw ka mo-larga?       |
| Me iré el sábado pasado.                      | Miyanaw aku sin sabtu’ yaun. | An panaw ku ini nan sábado yaun.                                     | Ang lakaw nako ni adtong sábado.  |
| ¿Cuándo se come?                              | Ka’nu sila kimaun?           | Kinun-u sila kin-maun?                                               | Kanus-a sila nikaon?              |
| ¿Cuándo llegaste?                             | Ka’nu kamu dimatung?         | Kinun-u kamu min-abot?                                               | Kanus-a kamo niabot?              |
| ¿Cuándo van a la escuela?                     | Ku’nu kaw pa iskul?          | kinun-u kaw mokadto sa iskul?                                        | Kanus-a ka mo-adto sa iskwelahan? |
| ¿A dónde vas?                                 | Pakain kamu manaw?           | Pahain kamu mamanaw?                                                 | Asa mo pa-ingon manlakaw?         |
| ¿Quién es ese tipo?                           | Hisiyu in usug yaun?         | Sin-o na usug yaun?                                                  | Kinsa nga tawo na?                |
| ¿Quiénes son los dueños de esta camiseta?     | Kansiyu in badju ini?        | Kansin-u na badu ini?                                                | Kang kinsa nga senina kani?       |
| ¿Dónde está la madre?                         | Hain hi Inah?                | Hain si Ima?                                                         | Asa si mama?                      |
| ¿Qué día naciste? (la fecha de tu nacimiento) | Ka’nu kaw piyag-anak?        | Kinun-u kaw in anak?                                                 | Kanus-a ka gipanganak?            |
| ¿Por qué lloras?                              | Mayta’ kaw timangis?         | Nanga kaw ga-tiyaho?                                                 | Ngano nga naghilak ka?            |
| ¿Cómo puedes dormir?                          | Biyariin kaw magtuwg?        | Unu-unu sa kaw matuwg?                                               | Unsa man ka matulog?              |
| ¿Cómo está mamá?                              | Maunu-unu na hi Inah?        | Ya-unu na sa si Ima?                                                 | Unsa na man si mama?              |